# Анастасия Ивановна Рязанская
Анастасия Ивановна (не позднее 1353 — не ранее 1371) — дочь рязанского князя Ивана Александровича (†1351), единственная известная сестра великого князя рязанского Олега Ивановича.

## Биография
В Государевом родословце записано, что отцом великого князя Олега Ивановича был князь Иван Иванович Коротопол, и на этом основании долгое время его считали и отцом кнж. Анастасии Ивановны Рязанской. Эта неверная информация ставится ещё иногда в ряде генеалогических публикаций. Однако ещё в 1850-х историком Д.И.Иловайским было доказано, что на самом деле их отец — именно рязанский князь Иван Александрович, и все университетские публикации о генеалогии Рюриковичей (например, «Рюриковичи: история и генеалогия» историка Е.В.Пчелова) сегодня согласны с этим.
Этот вариант тем более правдоподобен, что при первом варианте, если она была дочерью Ивана Коротопола (умершего в 1343 году) — то в год своего брака (1371 год) Анастасии было как минимум 28 лет от роду, что для тех времён чересчур много для замужества
Д.И. Иловайский, работая над жалованными грамотами, обратил внимание на интересную деталь, что сам великий князь Олег Иванович своим отцом называет не Иван Ивановича Коротопола, а Ивана Александровича († до 22 июня 1353, когда впервые Олег Иванович в летописи называется великим князем рязанским по малолетству). В жалованной грамоте великого князя Олега Ивановича Ольгову монастырю начинается словами: “Милосердием божья я молитвою отца своего князя великого Ивана Александровича и благословления епископа Рязанского и Муромского яз, князь великий Олег Иванович…”.
Князья Иван Иванович Коротопол и Иван Александрович принадлежат к одной рязанской ветви Рюриковичей, были рязанскими и пронскими князьями и являлись двоюродными братьями. Первый убил второго, и тем более шокирующим фактом можно считать то, что московские летописцы приняли затем ошибочно за отца великого князя Олега Ивановича и его сестры не настоящего отца, а убийцу их деда.
Великий князь Олег Иванович восходит на престол в 12/14 лет и годы правления (1353 – 1402) великого князя Олега Ивановича стали годами наивысшего подъёма, расцвета и славы Великого Рязано-Муромского княжества, за все четыре столетия его самостоятельного существования.
Княжна Анастасия Ивановна — сестра князя Олега Ивановича. Будучи выданной замуж в (1372) (не моложе 19 лет) своим братом великим князем рязанским Олегом Ивановичем, за ордынского мурзу Салахмира, принесла мужу в приданое: Венёв, Ростовец, Верхдерев, Михайлово поле и Безпутский стан. Салахмир принял крещение с именем Ивана Мирославича и стал рязанским боярином и ближайшим советником своего тестя. Данные упоминания имеются в росписи родословной Апраксиных: “В лето 6879го (1371) году в дни великого кнзя Московского Дмитрея Ивановича Донского в Резанское княжество великого кнзя Олга Ивановича Резанского выехал из Болшие Орды на Резань муж честен именем Солохмир Мирославович и великий кнзь Олг Иванович Резанский приняв ево с честию крестил в православную веру а во крещении дано имя ему Иоан и уведая ево Солохмира он кнзь великий по выезду мужна чтна дал за него сестру свою родную великую кнжну Настасию Ивановну….”. Опираясь на историческое исследование управляющего Архивом  Д.В. Цветаева и академика А.И. Соболевскаго, древнейшего документа Московского архива Министерства юстиции: “Жалованная грамота Олега Рязанского”  и опубликованным трудом (1913), историки-исследователи утверждают, что данная жалованная грамота Ольгову монастырю была начата (1371) и окончена вторым писцом (1372). В данной грамоте Иоанн Мирославович упоминается зятем великого князя Олега Ивановича в тексте (1372), что указывает на год свадьбы (1372). Данная уверенность основана на копии исторического документа: Жалованная данная, льготная и несудимая грамота рязанского великого князя Олега Ивановича игумену Солотчинского монастыря Феодору на селище Федорково в Рязанском княжестве, где есть упоминание: Список с списка подлинныя грамоты слово в слово. “Яз, князь великий Олг Иванович, поговоря з зятем своим с Ываном Мирославовичем, продоли есми святей Богородице на Солотшу игумену Федору Федорково селище….”. Современными криминалистами было проведено исследование (1954) почерков написания данной грамоты и позже проведена экспертиза почерков с помощью новейшей техники того времени (1963). Оба экспертных заключений подтвердили вывод Д.В. Цветаева и академика А.И. Соболевскаго. Опираясь на данный факт, можно утверждать, что обряд крещения мурзы Салахмира был проведён (1372) до его венчания. Принять православную веру — обязательное условие русских князей для согласия на брак, что можно встретить во многих исторических документах.

## Потомки
По родословцам, у рязанского боярина Иоанна Мирославовича и Анастасии Ивановны известен только один сын (по Д. И. Иловайскому):
- Григорий Иванович Салхомиров/Салахмиров — боярин рязанский. Его великий князь рязанский Иван Федорович называет дядей[6]. О жене Григория Ивановича прямых исторических данных нет, но основываясь на историческом документе (1430—1440) «Жалованная данная, льготная и несудимая грамота пронского князя Фёдора Ивановича своему дяде Григорию Ивановичу на земли по речке Кишне под Чижевским лесом в пронском княжестве», где князь Ф. И. Пронский также называет Иоанна Мирославовича — дядей, то можно предположить, что его жена — княжна Пронская.

От брака известны 4 сына (внуки боярыни, княжны Анастасии Ивановны):
1. Михаил Григорьевич Абутало (Абутайло) — боярин рязанский, владетель Венёва и Ростовца, родоначальник Крюковых и угасшей фамилии Шишкиных (?).
2. Григорий Григорьевич — боярин рязанский, владетель Верхдерева, родоначальник Вердеревских;
3. Иван Григорьевич Кончея — боярин рязанский, владетель Михайлова поля и Безпутского стана, родоначальник Апраксиных, Дувановых, Ратаевых, а также угасших фамилий: Кончеевых (?), Базаровых (?) и Пороватых (?);
4. Константин Григорьевич Дивный[7] — боярин рязанский, родоначальник Ханыковых (?)[8].

Историки, изучающие генеалогию, задались вопросом: а был ли Григорий Иванович единственным сыном? Был подготовлен исторический труд: “Род Крюковых”, ведущих своё начало от мурзы Салахмира (1915). Родословная была составлена историком А.Ф. Шидловским и отправлена на правки историку, почётному члену Московского историко-родословного общества  В.И. Чернопятову, долгие годы занимавшийся генеалогией дворянских родов, с просьбой дополнить труд  и исправить по документам Тульского архива.  Основываясь на историческом труде “Род Крюковых”, изданном книгой в г. Москва (1915), где описано 18 колен рода (за 350 лет) с биографическими данными, а также предоставлены сведения о Крюковых, не вошедших в роспись, В.И. Чернопятов утверждает, что у Иоанна Мирославовича и Анастасии Ивановны было три сына: Иван Иванович, Григорий Иванович (Салахмиров) и Михаил Иванович.